# Internazionali d'Italia 1972
Gli Internazionali d'Italia 1972 sono stati un torneo di tennis giocato sulla terra rossa. È stata la 29ª edizione degli Internazionali d'Italia, che fa parte del Commercial Union Assurance Grand Prix 1972 e del Women's International Grand Prix 1972. Sia che il torneo maschile che quello femminile si sono giocati al Foro Italico di Roma in Italia.

## Campioni

### Singolare maschile
Manuel Orantes ha battuto in finale  Jan Kodeš con il punteggio di 4–6, 6–1, 7–5, 6–2

### Singolare femminile
Linda Tuero ha battuto in finale  Ol'ga Morozova con il punteggio di 6–4, 6–3

### Doppio maschile
Ilie Năstase /  Ion Țiriac hanno battuto in finale  Lew Hoad /  Frew McMillan che si sono ritirati sul punteggio di 3–6, 3–6, 6–4, 6–3, 5–3

### Doppio femminile
Lesley Hunt /  Ol'ga Morozova hanno battuto in finale  Gail Sherriff Chanfreau /  Rosalba Vido con il punteggio di 6–3, 6–4